# Shantel
Stefan Hantel, lépe známý pod svým uměleckým jménem Shantel (* 2. března 1968), je DJ a producent sídlící ve Frankfurtu nad Mohanem. Je známý spoluprací s romskými dechovými orchestry a remixováním balkánské hudby s hudbou elektronickou.

## Původ
Shantel pochází z prostředí bukovinských Němců. Jeho prarodiče z matčiny strany byli z rumunské části Bukoviny, která je nyní součástí Ukrajiny.

## Kariéra
Shantel začal svou kariéru ve Frankfurtu nad Mohanem. Inspirací mu byly ohlasy publika na hudbu romských dechových kapel jako jsou Fanfare Ciocărlia či kapela trumpetisty Bobana Markoviće.
Albem Disko Partizani z roku 2007 se Shantel poněkud vzdaluje od techna předešlých kompilací jako například Bucovina Club a začíná se více soustředit na své balkánské kořeny.
V roce 2011 vydal společně s Ozem Almogem album Kosher Nostra Jewish Gangsters Greatest Hits. Toto album je divoký mix swingu, jazzu, twistu, charlestonu a Jidiš balad a písní.

## Diskografie
- Super Mandarine (1994)
- Club Guerilla (1995)
- Auto Jumps & Remixes (1997)
- EP (1997)
- No. 2 (1997)
- "II" EP (1998)
- Higher than the Funk (1998)
- Oh So Lovely EP (1998)
- Oh So Lovely Remixes (1998)
- Backwood (2001)
- Great Delay (2001)
- Inside (2001)
- Bucovina (2003)
- Disko (2003)
- Bucovina Club Vol. 2 (2005)
- Gypsy Beats and Balkan Bangers (2006)
- Disko Partizani (2007)
- Disko Partizani Remixes (2008)
- Planet Paprika (2009)
- Kosher Nostra Jewish Gangsters Greatest Hits  (2011)
- Anarchy + Romance  (2013)
- Viva Diaspora  (2015)